# جوليو سيزار ليال
جوليو سيزار ليال (Júlio César Leal) (مواليد 13 أبريل 1951) هو مدرب كرة قدم.

## وصلات خارجية
- جوليو سيزار ليال على موقع قاعدة بيانات كرة القدم.إي يو (الإنجليزية)
- جوليو سيزار ليال على موقع Soccerway.com (الإنجليزية)
- جوليو سيزار ليال على موقع عالم كرة القدم.نت (الإنجليزية)

- J.League Data Site (باليابانية)